# Karl von Bülow

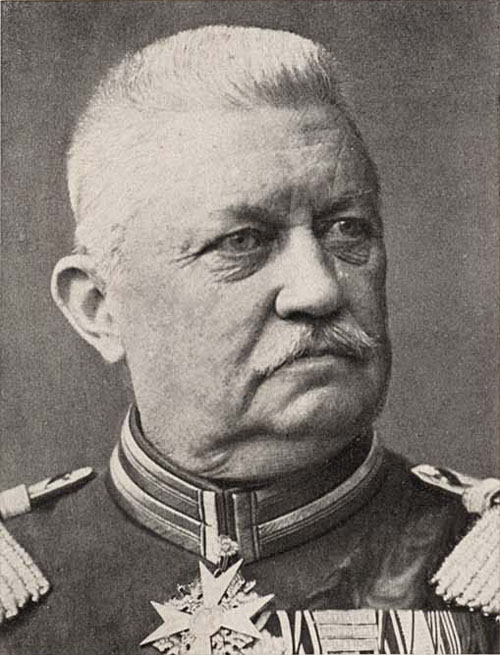
Karl von Bülow (1916)

Karl Wilhelm Paul von Bülow (* 24. März 1846 in Berlin; † 31. August 1921 ebenda) war ein preußischer Generalfeldmarschall im Ersten Weltkrieg.

## Leben

### Herkunft
Er entstammte dem mecklenburgischen Uradelsgeschlecht derer von Bülow und war der Sohn des preußischen Oberstleutnants a. D. Paul von Bülow (1807–1874) und dessen Ehefrau Marie, geborene von Waldow (1817–1911).

### Militärkarriere
Bülow trat am 21. Dezember 1864 als Fahnenjunker in das 2. Garde-Regiment zu Fuß der Preußischen Armee ein. Er nahm 1866 im Krieg gegen Österreich an den Kämpfen bei Soor, Königinhof und Königgrätz teil. Im Deutsch-Französischen Krieg 1870/71 war er als Hauptmann Mitglied des Generalstabes. Spätestens ab 1872 und mindestens bis 1881 war er Militärattaché an der deutschen Botschaft in Paris. Am 17. Juni 1893 wurde er zum Oberst befördert und übernahm vom 27. Januar 1894 bis 5. Februar 1897 als Kommandeur das 4. Garde-Regiment zu Fuß. Bülow wurde anschließend in das Preußische Kriegsministerium versetzt und fungierte hier nach seiner Beförderung zum Generalmajor am 22. März 1897 als Direktor des Zentral-Departements. Als Generalleutnant (seit 22. Mai 1900) erhielt er am 18. April 1901 das Kommando über die 2. Garde-Division. Ein Jahr später folgte die Versetzung als Generalquartiermeister in den Großen Generalstab. Man beauftragte Bülow dann am 27. Januar 1903 mit der Führung des III. Armee-Korps und ernannte ihn am 18. April 1903 zum Kommandierenden General. Als solcher wurde er am 15. September 1904 General der Infanterie. Dieses Kommando sollte Bülow bis zu seiner Ernennung zum General-Inspekteur der III. Armee-Inspektion am 1. Oktober 1912 innehaben. Kurz darauf wurde er am 1. Oktober 1912 Generaloberst.

#### Erster Weltkrieg
In seiner militärwissenschaftlichen Veröffentlichung Das Testament des Grafen Schlieffen, erschienen 1927, äußerte sich General Wilhelm Groener bezüglich Bülows Leistung als Armee-Oberbefehlshaber im Ersten Weltkrieg sehr kritisch. Groener sprach Bülow jedes strategisch-operative Verständnis ab: „Mit dem Oberbefehl über die 1. und 2. Armee für die Durchführung der Operation an der Sambre wurde der Oberbefehlshaber der 2. Armee betraut, zu dessen Fähigkeiten die Oberste Heeresleitung besonderes Vertrauen hegte. Der Oberbefehlshaber hatte sich im Frieden als Kommandierender General des III. Armeekorps den Ruf eines hervorragenden Soldaten erworben und war in der gesamten Armee berühmt durch die vortreffliche Ausbildung seines Korps auf dem Jüterboger Truppenübungsplatz, wo er die sogenannte Gefechtsstreifentaktik mit aller Energie betrieb. Wie es um seine eigene Führereigenschaften stand, war allerdings wenig bekannt, insbesondere ob sein operatives Verständnis auf der Höhe seines taktischen Könnens war, denn was er im Frieden gezeigt hatte, war ja nicht Strategie, sondern Taktik.“ Zudem rechnet er Bülow zu jenen Oberbefehlshabern, die seinem militärischen Verständnis nach für die Niederlage an der Westfront verantwortlich waren, weil diese Offiziere den sog. Schlieffen-Plan verpfuscht hätten. Groener weiter: „zudem war er durch die intensive Beschäftigung mit der Ausbildung seines Korps auf dem Truppenübungsplatz so stark in taktische Theorien, man darf sagen verstrickt, daß ihm der operative Flug der Gedanken, das seherische Vermögen des Feldherren vollkommen abging.“
Mit Ausbruch des Ersten Weltkriegs erfolgte seine Ernennung zum Oberbefehlshaber der 2. Armee, mit der er zwischen 21. und 23. August 1914 die  französische 5. Armee  bei Charleroi über die Sambre drängte und gleichzeitig die belgische Festung Namur eroberte. Im weiteren Feldzug konnte er Ende August einen starken Gegenangriff des gegnerischen Generals Lanrezac in der Schlacht von Saint-Quentin zurückschlagen.

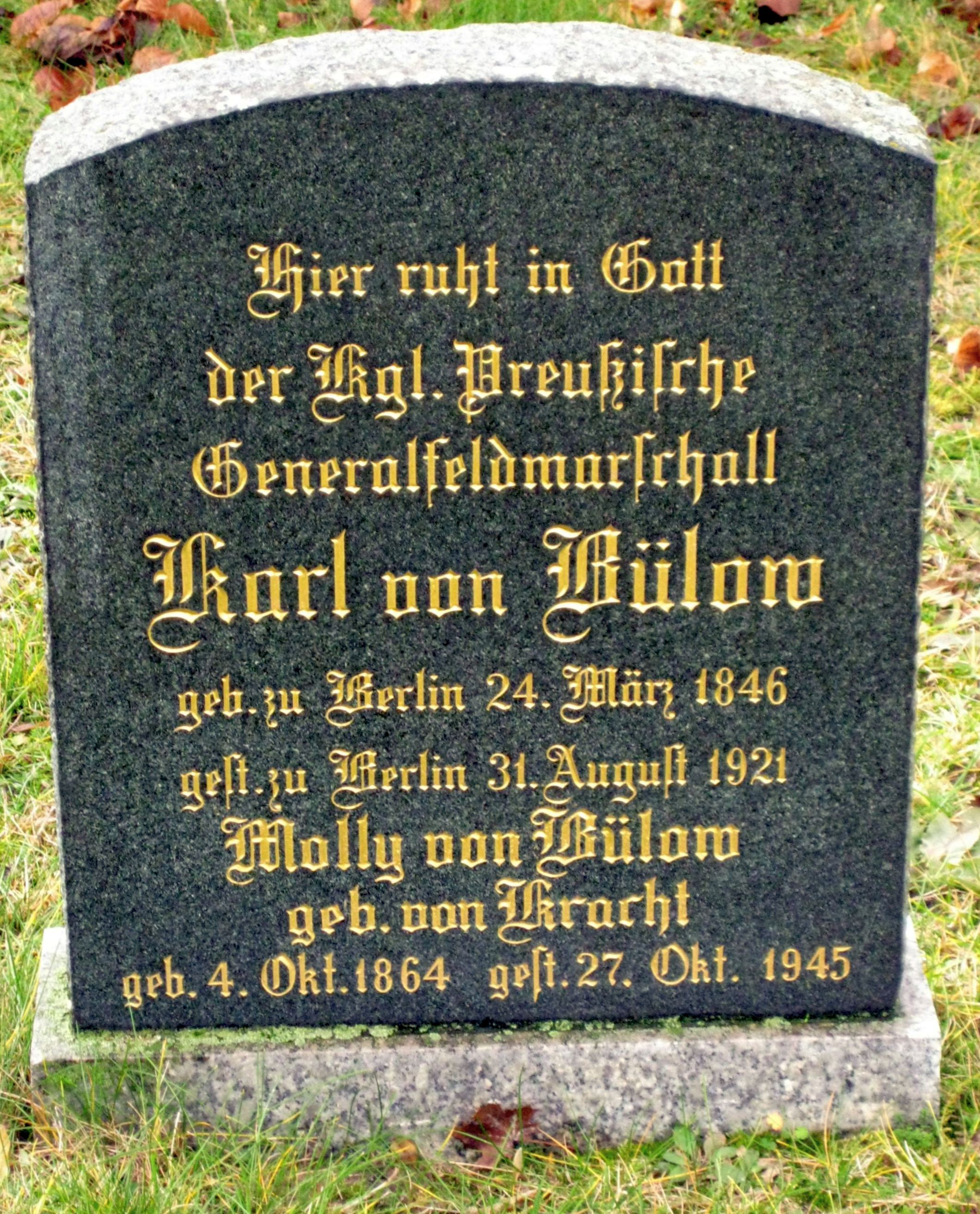
Grabstätte von Karl und Molly von Bülow auf dem Invalidenfriedhof, Berlin

Anfang September 1914 näherte sich die 2. Armee zusammen mit der 1. Armee unter Alexander von Kluck Paris. Um eine etwa 40 km breite Lücke zwischen den Armeen zu schließen, befahl Bülow, dass die 1. Armee die 2. Armee an der rechten Flanke unterstützen sollte. Diese Entscheidung führte zur Marneschlacht. Die 1. Armee konnte nicht wie im Schlieffen-Plan vorgesehen von Westen, sondern musste von Nordosten Paris angreifen. So konnte die französische 6. Armee den ungeschützten rechten Flügel der 1. Armee angreifen. Die 2. Armee zog daraufhin den rechten Flügel nach Norden zurück, was zu einer Vergrößerung der Lücke zwischen 1. und Bülows 2. Armee auf 50 km führte. In diese Lücke stießen die britischen Expeditionsstreitkräfte und veranlassten die 1. Armee und später auch Bülow zum Rückzug zur Aisne.
Am 27. Januar 1915 wurde Bülow zum Generalfeldmarschall befördert und am 4. April 1915 mit dem Orden Pour le Mérite ausgezeichnet. Am gleichen Tag erlitt er einen Herzinfarkt. Daraufhin wurde er zu den Offizieren von der Armee versetzt und am 22. Juni 1916 unter Verleihung des Großkomtur des Königlichen Hausordens von Hohenzollern mit Schwertern mit Pension zur Disposition.

### Familie
Bülow hatte sich am 12. Juni 1883 mit Molly von Kracht (1864–1945) verheiratet. Aus dieser Ehe entstammen drei Kinder: Alexandra (1884–1953, später verheiratet mit Lutz von Hesse); Busso (1886–1915) und Vicco von Bülow-Schwante (1891–1970).

## Auszeichnungen
Bülow erhielt zahlreiche Ehrungen. Seit 18. Februar 1908 stand er à la suite des 4. Garde-Regiment zu Fuß, war seit 16. Juni 1913 Chef des Grenadier-Regiments „Prinz Carl von Preußen“ (2. Brandenburgisches) Nr. 12 sowie Domherr zu Brandenburg an der Havel.
- Schwarzer Adlerorden mit Kette[1]
- Kronenorden I. Klasse[1]
- Eisernes Kreuz (1870) II. Klasse[1]
- Preußisches Dienstauszeichnungskreuz[1]
- Preußisches Militärehrenzeichen I. Klasse[1]
- Ehrenkreuz I. Klasse des Fürstlichen Hausordens von Hohenzollern[1]
- Komtur II. Klasse des Ordens Berthold des Ersten[1]
- Großkreuz des Bayerischen Militärverdienstordens
- Großkreuz mit der Krone in Gold des Hausordens der Wendischen Krone
- Ehrengroßkreuz des Oldenburgischen Haus- und Verdienstordens des Herzogs Peter Friedrich Ludwig[1]
- Hausorden der Rautenkrone[1]
- Komtur II. Klasse des Albrechts-Ordens[1]
- Komtur II. Klasse des Friedrichs-Ordens[1]
- Komtur des Belgischen Leopoldsordens[1]
- Großkreuz des Bulgarischen Militär-Verdienstordens mit Brillanten[1]
- Großkreuzritter des Royal Victorian Order[1]
- Großkreuz des Ordens des Heiligen Schatzes[1]
- Großoffizier des Ritterordens der Hl. Mauritius und Lazarus[1]
- Großkreuz des Ordens der Krone von Italien[1]
- Orden der Eisernen Krone II. Klasse[1]
- Großkreuz des Franz-Joseph-Ordens[1]
- Komtur des Ordens des Sterns von Rumänien[1]
- Großkreuz des Ordens der Krone von Rumänien[1]
- Russischer Sankt-Stanislaus-Orden I. Klasse[1]
- Großkreuz des Schwedischen Schwertordens[1]
- Mecidiye-Orden II. Klasse[1]
- Eisernes Kreuz (1914) I. Klasse
- Lübeckisches Hanseatenkreuz[2]